# Podklanec, Žiri
Podklanec je naselje v Občini Žiri.